# Marharyta Majneva
Marharyta Majneva (en bielorruso: Маргарыта Махнева; nacida Marharyta Tsishkevich, Jóiniki, 13 de febrero de 1992) es una deportista bielorrusa que compite en piragüismo en la modalidad de aguas tranquilas.
Participó en tres Juegos Olímpicos de Verano, entre los años 2012 y 2020, obteniendo dos medallas, bronce en Río de Janeiro 2016 y plata en Tokio 2020, ambas en la prueba de K4 500 m.  En los Juegos Europeos consiguió dos medallas, oro en Bakú 2015 y plata en Minsk 2019.
Ganó ocho medallas en el Campeonato Mundial de Piragüismo entre los años 2013 y 2021, y siete medallas en el Campeonato Europeo de Piragüismo, entre los años 2013 y 2021.

## Palmarés internacional
| Juegos Olímpicos   | Juegos Olímpicos            | Juegos Olímpicos  | Juegos Olímpicos |
| Año                | Lugar                       | Medalla           | Competición      |
| ------------------ | --------------------------- | ----------------- | ---------------- |
| 2016               | Río de Janeiro (Brasil)     | Medalla de bronce | K4 500 m         |
| 2020               | Tokio (Japón)               | Medalla de plata  | K4 500 m         |
| Campeonato Mundial |                             |                   |                  |
| Año                | Lugar                       | Medalla           | Competición      |
| 2013               | Duisburgo (Alemania)        | Medalla de bronce | K4 500 m         |
| 2014               | Moscú (Rusia)               | Medalla de bronce | K2 200 m         |
| 2014               | Moscú (Rusia)               | Medalla de bronce | K4 500 m         |
| 2014               | Moscú (Rusia)               | Medalla de bronce | K1 4 × 200 m     |
| 2015               | Milán (Italia)              | Medalla de oro    | K2 200 m         |
| 2015               | Milán (Italia)              | Medalla de oro    | K4 500 m         |
| 2019               | Szeged (Hungría)            | Medalla de plata  | K4 500 m         |
| 2021               | Copenhague (Dinamarca)      | Medalla de oro    | K4 500 m         |
| Juegos Europeos    |                             |                   |                  |
| Año                | Lugar                       | Medalla           | Competición      |
| 2015               | Bakú (Azerbaiyán)           | Medalla de oro    | K2 200 m         |
| 2019               | Minsk (Bielorrusia)         | Medalla de plata  | K4 500 m         |
| Campeonato Europeo |                             |                   |                  |
| Año                | Lugar                       | Medalla           | Competición      |
| 2013               | Montemor-o-Velho (Portugal) | Medalla de bronce | K4 500 m         |
| 2014               | Brandeburgo (Alemania)      | Medalla de oro    | K2 200 m         |
| 2015               | Račice (República Checa)    | Medalla de oro    | K2 200 m         |
| 2015               | Račice (República Checa)    | Medalla de oro    | K4 500 m         |
| 2016               | Moscú (Rusia)               | Medalla de plata  | K4 500 m         |
| 2016               | Moscú (Rusia)               | Medalla de bronce | K2 200 m         |
| 2021               | Poznań (Polonia)            | Medalla de plata  | K4 500 m         |